# ستيف بيل (كاريكاتيري)
ستيف بيل (بالإنجليزية: Steve Bell)‏ هو كاريكاتيري بريطاني، ولد في 26 فبراير 1951 في Walthamstow ‏ في المملكة المتحدة.

## وصلات خارجية
- ستيف بيل على موقع الموسوعة البريطانية (الإنجليزية)